# Иоанну, Яннакис (футболист)
Яннакис Иоанну (греч. Γιαννάκης Ιωάννου; дата и место рождения неизвестны) — кипрский футболист, сыгравший один матч за сборную Кипра.

## Карьера в сборной
Дебютировал за сборную Кипра 27 ноября 1960 года в ответном матче отборочного турнира чемпионата мира 1962 против сборной Израиля, который завершился поражением Кипра со счётом 1:6. По сумме двух встреч Кипр уступил Израилю 2:7 и завершил борьбу за выход на чемпионат мира. В дальнейшем в состав сборной не вызывался.
Интересно, что это был лишь второй официальный матч в истории сборной Кипра, а состав киприотов был практически идентичен первой встрече двух команд. Единственным изменением стало появление Иоанну, который заменил Панайотиса Целеписа.